# Cherie Priest
Cherie Priest (Tampa, 30 luglio 1975) è una scrittrice statunitense di fantascienza e horror.

## Biografia
Nata a Tampa nel 1975, nel 1998 ha conseguito un B.A. alla Southern Adventist University e nel 2001 un M.A. all'Università del Tennessee a Chattanooga.
Nel 2003 ha pubblicato il suo primo romanzo, Four and Twenty Blackbirds, presso una piccola casa editrice al quale hanno fatto seguito altre opere che spaziano dall'horror al fantasy passando per la fantascienza steampunk.
Dal 2006 al 2012 ha vissuto a Seattle prima di tornare con il marito Aric Annear a Chattanooga.
Nel 2010 ha ottenuto il Premio Locus per il miglior romanzo di fantascienza grazie a Boneshaker, romanzo steampunk ambientato in una Seattle alternativa del 1880.

## Opere

### Serie Borden
- Maplecroft (2014)
- Chapelwood (2015)

### Serie Eden Moore
- Four and Twenty Blackbirds  (2003)
- Wings to the Kingdom (2006)
- Not Flesh Nor Feathers (2007)

### Serie Clockwork Century Universe
- Boneshaker (2009)
- Clementine (2010)
- Dreadnought (2010)
- Ganymede (2011)
- The Inexplicables (2012)
- Fiddlehead (2013)
- Jacaranda (2015)

### Serie Cheshire Red
- Ladra di sangue (Bloodshot, 2011), Milano, Tre60, 2012 traduzione di Duccio Viani ISBN 978-88-6702-010-2.
- Hellbent (2011)

### Altri romanzi
- Dreadful Skin (2007)
- Fathom (2008)
- Those Who Went Remain There Still (2008)
- I Am Princess X (2015)
- Brimstone (2017)
- The Agony House (2018)
- The Toll (2019)

## Premi e riconoscimenti

### Vincitrice
- Premio Locus per il miglior romanzo di fantascienza: 2010 con Boneshaker

### Finalista
- Premio Nebula per il miglior romanzo: 2010 con Boneshaker
- Premio Philip K. Dick: 2014 con Maplecroft: The Borden Dispatches
- Premio Locus per il miglior romanzo dell'orrore e dark fantasy: 2017 con The Family Plot
- Premio Locus per il miglior libro per ragazzi: 2019 con The Agony House